# Heather Locklear
Heather Deen Locklear (* 25. září 1961 Los Angeles) je americká herečka a televizní a filmová producentka. Objevila se v televizních seriálech jako Dynastie, T.J. Hooker, Melrose Place a Všichni starostovi muži, stejně jako ve filmu Firestarter (česky Ohnivé oči).

## Rané dětství
Heather Deen Locklear se narodila v Los Angeles v Kalifornii, jako dcera Diane (rozené Tinsley), administrativní asistentky u koncernu Disney, a Billa Lockleara, správce Kalifornské univerzity v Los Angeles a bývalého plukovníka námořního sboru Spojených států. Vyrůstala v dokonalých podmínkách spolu s bratrem a se 2 staršími sestrami.

## Životopis
Heather se narodila a vyrůstala v Los Angeles na předměstí Thousand Oaks.Její otec Bill je tajemník na Kalifornské univerzitě v Los Angeles, její matka Diane pracuje jako administrativní asistentka v kanceláři Walt Disney Company.
Heather se přihlásila na „University of California, Los Angeles“ v roce 1979 se záměrem zvolit si jako hlavní obor psychologii. Příležitostná modelingová práce se brzy změnila na skutečnou práci, díky které se objevila v několika televizních reklamách pro významné společnosti jako Pepsi a Polaroid. Po roce studia se Heather začala věnovat hraní na plný úvazek.
Svůj první televizní debut vytvořila v televizních seriálech CHiPs (1980) a také v Eight Is Enough(1981) a Twirl (1981). V roce 1981 měla svůj první velký průlom, když úspěšně vyhrála konkurs na roli Sammy Jo ve veleúspěšném televizním seriálu Dynastie, po boku Johna Forsythe, Joany Collins a Lindy Evans.
Po 13 týdnech přestala hrát v tomto seriálu, ale rychle jí byla nabídnuta role producentem Aaronem Spellingsem v kriminálním seriálu T.J. Hooker. Krátce poté byla opět přijata zpět do Dynastie a pravidelně se tak objevovala ve dvou populárních sériích.
Ve stejnou dobu se Heather objevila v několika filmech uvedených do kin a několika televizních filmů, jako Firestarter (1984) a Návrat muže z bažin (1989). V roce 1993 se znovu se připojila k producentovi Spellingovi v roli Amandy v seriálu Melrose Place a také v extrémně úspěšném televizním seriálu Beverly Hills 90210. Dříve než se Heather objevila v Melrose Place, hodnocení tohoto seriálu byla spíše negativní. Po jejím příchodu v roli Amandy Woodward, intrikující vedoucí pracovnice reklamní agentury, hodnocení tohoto seriálu prudce stoupla.
Seriál Melrose Place byl v roce 1998 ukončen a Heather v následujícím roce získala příležitost přepracovat svou image intrikující Amandy coby Caitlin Moore v situačním komediálním seriálu Všichni starostovi muži.
Její první manželství s glam metalovým bubeníkem Tommem Lee skončilo rozvodem v roce 1994. Ve stejném roce se zasnoubila s Bon Joviho kytaristou Richiem Samborou. O tři roky později se jí narodila první dcera Ava Elizabeth Sambora.
V roce 2009 si Heather zopakovala roli Amandy v nové sérii Melrose Place.

## Filmografie
- Tales of the Unexpected (1979) jako Pat Ward
- CHiPs (1980) jako teenager
- Dynastie, (1981–1989) jako Sammy Jo Dean Carrington
- Eight Is Enough (1981) jako Ingridu
- Twirl (1981) jako Cherie Sanders
- The Return of the Beverly Hillbillies (1981) jako Heather
- T.J. Hooker (1982–1986) jako důstojník Stacy Sheridan (sezony 2–5)
- The Love Boat, (1983) jako Patti Samuels
- Firestarter, (1984) jako Vicky McGee
- City Killer (1984) jako Andrea McKnight
- Rock 'n' Roll Mom, (1988) jako Darcy X
- Návrat muže z bažin, (1989) jako Abby Arcane
- Going Places (1990–1991) jako Alex Burton
- The Great American Sex Scandal, 1990 jako Rita Burwald
- Rich Men, Single Women, 1990) jako Tori
- Jury Duty: The Comedy (1990) jako Rita Burwald
- ABC TGIF (1990) jako Alex
- Her Wicked Ways, (1991) jako Melody Shepherd
- Dynasty: The Reunion, (1991) jako Samantha Josephine
- The Big Slice, (1991) jako Rita
- Body Language (1992) jako Betsy
- Batman: The Animated Series, 1992) jako Lisa Clark (hlas)
- Highway Heartbreaker, 1992) jako Alex
- Illusions (1992) jako Jan Sanderson
- Melrose Place (1993–1999,) jako Amanda Woodward Blake Parezi McBride Burns
- Fade to Black, 1993) jako Victoria
- Wayne’s World 2, 1993) jako ona sama
- Texas Justice,(1995) jako Priscilla Davis
- Muppets Tonight (1996) jako ona sama (hostuje)
- Shattered Mind (1996) jako Suzy
- The First Wives Club, (1996) jako žena Gila Griffina
- Money Talks, (1971) jako Grace Cipriani
- Double Tap, (1997) jako Katherine
- Hercules, (1998) jako Nymphs (hlas; hostuje)
- Všichni starostovi muži (1999–2002) jako Caitlin Moore
- Tatík Hill a spol., (2000) jako Peggy Donovan (hlas)
- Ally McBeal (2002) jako Nicole Naples
- Scrubs: Doktůrci, (2002) jako Julie Keaton
- Uptown Girls, (2003) jako Roma Schleine
- Looney Tunes: Zpět v akci, (2003) jako Dusty Tails
- Once Around the Park (2003) jako Alex Wingfield
- LAX, (2004–2005) jako Harley Random
- Dva a půl chlapa, (2004) jako Laura Lang
- Pan Božský, (2005) jako Jean Hamilton
- Boston Legal, (2005) jako Kelly Nolan
- Women of a Certain Age (2006) jako Barb
- Angels Fall, (2007) jako Reece Gilmore
- Hannah Montana (2007) jako Heather Truscott (hostuje)
- Game of Life (2007) jako Irene
- Pravidla zasnoubení, (2007) jako Barbara
- Čtyřicítka na krku, (2008) jako Jackie Laurens
- Jumper (2008)
- Flying By, (2009) jako Pamela
- He Loves Me, (2011) jako Laura
- Hot in Cleveland, (2012–2013) jako Chloe
- Scary Movie 5, (2013) jako Barbara Morgan
- Franklin & Bash (2013) jako Rachel King